# Unser Traum vom Haus
Unser Traum vom Haus ist eine deutsche Doku-Soap, die vom 23. März 2004 bis zum 2019 auf VOX ausgestrahlt wurde.

## Konzept
Die Sendung begleitet einzelne Personen und Familien, die auf der Suche nach einem eigenen Haus sind. Dabei werden, bei unterschiedlichen Budgets, die einzelnen Schritte und Herausforderungen des Um- und Einzuges und die damit verbunden Bauarbeiten und Renovierungsarbeiten gezeigt.

## Produktion und Ausstrahlung
Die Sendung wurde das erste Mal am 23. März 2004 auf VOX ausgestrahlt. Die Premierenfolge sahen 1,42 Millionen Zuschauer. Die erste Staffel umfasste sechs Folgen und hatte im Durchschnitt einen Marktanteil von 8,3 Prozent in der werberelevanten Zielgruppe.
Ab dem 8. Februar 2004 startete die zweite Staffel, die ebenfalls sechs Folgen umfasste.
Insgesamt wurden 128 Folgen und 13 Staffeln produziert. Die letzte Sendung lief auf Vox am 15. Dezember 2019. Neben VOX wurde die Sendung von 2009 bis 2020 auch auf RTL Living ausgestrahlt.